# John Gurdon

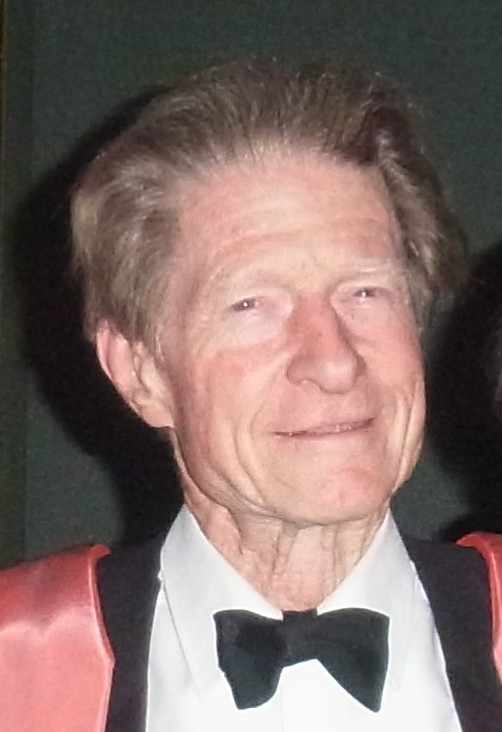
John Gurdon in Magdalene College, Oktober 2012

Sir John Bertrand Gurdon (* 2. Oktober 1933 in Dippenhall, Hampshire, England) ist ein britischer Entwicklungsbiologe und emeritierter Professor an der University of Cambridge.
John B. Gurdon erforschte die Bedeutung des Nukleolus der Zelle. Er legte außerdem mit seinen Arbeiten zur Transplantation von Zellkernen die Grundlage für das Klonen von Tieren. Im Jahr 2012 wurde ihm gemeinsam mit Shin’ya Yamanaka der Medizin-Nobelpreis zuerkannt.

## Leben
Nach seiner Schulzeit am Eton College erwarb Gurdon 1956 am Christ-Church-College, Oxford, einen B.A. in Zoologie und 1960 einen D.Phil. in Embryologie. Auch in der Folge blieb er am Christ-Church-College, hatte aber Forschungsaufenthalte am California Institute of Technology in Pasadena und der Carnegie Institution in Baltimore. 1983 erhielt er als Nachfolger von Alan Lloyd Hodgkin eine Professur an der University of Cambridge, die er bis 1990 innehatte. 1995 wurde er als Knight Bachelor zum Ritter geschlagen. Von 1995 bis 2002 war er Master des Magdalene College, Cambridge.
Gurdon steht seit 1990 dem Wellcome Trust/Cancer Research UK Institute der University of Cambridge vor, das heute Gurdon Institute heißt. Er leitet selbst weiterhin (Stand 2016) eine der 20 Forschungsgruppen an diesem Institut.

## Wirken
Dadurch, dass Gurdon aus Zellen, denen der Zellkern von verschiedenen Zellen verschiedener Reifestadien transplantiert wurde, erwachsene, geschlechtsreife Tiere heranziehen konnte, wies er nach, dass sich das Genom (von wenigen Ausnahmen abgesehen) während der Entwicklung eines Individuums nicht ändert. Das Zytoplasma enthält aber Faktoren, die die Genexpression beeinflussen. Er konnte außerdem zeigen, dass in Zellen eingebrachte Fremd-mRNA exprimiert wird.
Gurdon führte zahlreiche seiner wegweisenden Arbeiten an Oozyten (= Eizellen) von Krallenfröschen (Xenopus laevis) durch.

## Auszeichnungen (Auswahl)
- 1967 Scientific Medal der Zoological Society of London[1]
- 1967 Albert-Brachet-Preis[2]
- 1971 Mitgliedschaft in der britischen Royal Society[3]
- 1975 Feldberg Foundation Award[4]
- 1976 Croonian Lecture[3]
- 1977 Paul-Ehrlich-und-Ludwig-Darmstaedter-Preis, gemeinsam mit Torbjörn Caspersson[5]
- 1978 Mitgliedschaft in der American Academy of Arts and Sciences[6]
- 1980 Mitgliedschaft in der National Academy of Sciences
- 1983 Mitgliedschaft in der American Philosophical Society
- 1984 Prix Charles-Léopold Mayer
- 1984 Mitgliedschaft in der Königlichen Akademie der Wissenschaften und Schönen Künste von Belgien[2]
- 1985 Royal Medal[3]
- 1987 Internationaler Preis für Biologie[7]
- 1989 Wolf-Preis in Medizin, gemeinsam mit Edward B. Lewis[8]
- 1989 Mitgliedschaft in der französischen Académie des sciences[9]
- 1991 Mitglied der Academia Europaea
- 1995 Als Knight Bachelor mit der Anrede „Sir“ zum Ritter geschlagen
- 2001 Edwin G. Conklin Medal
- 2003 Copley-Medaille[3]
- 2009 Rosenstiel Award, gemeinsam mit Irving Weissman und Shin’ya Yamanaka[10]
- 2009 Albert Lasker Award for Basic Medical Research, gemeinsam mit Shin’ya Yamanaka[11]
- 2012 Nobelpreis für Physiologie oder Medizin zusammen mit Shin’ya Yamanaka

## Veröffentlichungen (Auswahl)
- The developmental capacity of nuclei taken from intestinal epithelium cells of feeding tadpoles. In: Journal of Embryology and Experimental Morphology. Band 10, 1962, S. 622–640 ().
- Transplanted Nuclei and Cell Differentiation. In: Sci. Amer. 219, 24 (1963).